# Idolater
Idolater (jap. アイドレイター zapis stylizowany IDOLATER) – japońska grupa idolek utworzona w 2019 roku przez ASOBISYSTEM i rozwiązana w 2023 roku. W 2022 roku dołączyła do nowego projektu ASOBISYSTEM „KAWAII LAB.”.
Celem grupy jest badanie granic muzyki, mody i innych kultur z perspektywy idola.

## Nazwa
Nazwa grupy Idolater pochodzi od słowa „bałwochwalca”, co oznacza „ten, kto czci bożki”.

## Historia
Grupa utworzona została przez finalistki przesłuchania „ASOBISYSTEM THE AUDITION 2018” organizowanego przez ASOBISYSTEM. Debiutancki występ grupy odbył się 20 kwietnia 2019 roku.
24 stycznia 2020 roku Minami Yagi wycofała się z grupy. Z kolei 31 lipca grupę opuściła kolejna członkini, Chisato Aono.
12 czerwca 2021 w Ebisu CreAto odbył się pierwszy solowy koncert „IDOLATER” (przełożony z 8 maja).
14 lutego 2022 roku wystartował nowy projekt ASOBISYSTEM „KAWAII LAB.”, a grupa została ogłoszona jego uczestnikiem. 24 kwietnia nowe członkinie Fuka Oishi i Ririka Satsuki dołączyły do grupy podczas koncertu w Ebisu CreAto.
8 września 2023 grupa ogłosiła swoje rozwiązanie na oficjalnym koncie w serwisie note. Grupa rozwiązała się 15 października po występie „IDOLATER LAST ONE MAN LIVE 「Promise」” w Tokio w Shinjuku BLAZE.

## Członkinie
| Imię i nazwisko   | Imię i nazwisko | Data urodzenia   | Miejsce urodzenia  | Narodowość | Reprezentatywny kolor | Uwagi | Przy.  |
| Ayu Okuda         | 奥田 彩友       | 7 stycznia 2001  | prefektura Fukui   | Japonia    | biały                 | Półfinalistka „Miss iD2017”, po rozwiązaniu grupy dołączyła do KAWAII LAB. MATES, obecnie członkini SWEET STEADY | [ 11 ] |
| Kurumi Tsukishiro | 月代 来実       | 9 sierpnia 2001  | prefektura Saitama | Japonia    | czerwony              | |        |
| Yukino Fushiki    | 伏木 結晶乃     | 17 lipca 1997    | prefektura Toyama  | Japonia    | fioletowy             | Była członkini Vienolossi                                                                                        | [ 12 ] |
| Fuka Oishi        | 大石 楓夏       | 25 lipca 1999    | prefektura Chiba   | Japonia    | jasnoniebieski        | Dołączyła 24 kwietnia 2022                                                                                       | [ 8 ]  |
| Ririka Satsuki    | 砂月 凜々香     | 17 sierpnia 2000 | prefektura Fukuoka | Japonia    | żółty                 | Dołączyła 24 kwietnia 2022                                                                                       | [ 8 ]  |

### Byłe
| Imię i nazwisko | Imię i nazwisko | Data urodzenia  | Miejsce urodzenia   | Narodowość | Uwagi | Przy.         |
| Minami Yagi     | 八木 みなみ     | 12 grudnia 2000 | prefektura Aichi    | Japonia    | Wycofała się 24 stycznia 2020, finalistka „Miss iD2020” i zdobywczyni nagrody „Miss iD2021” Unique Actress Award (個性派アクトレス賞) | [ 13 ] [ 14 ] |
| Chisato Aono    | 青野 千聖       | 27 maja 2003    | prefektura Kanagawa | Japonia    | Wycofała się 31 lipca 2020 | [ 15 ]        |

## Dyskografia

### Cyfrowy singel
| #  | Data wydania      | Tytuł                                                            | Utwory                            | Uwagi |
| 1  | 21 kwietnia 2019  | Swipin' Flickin'                                                 | 1. Swipin' Flickin'               |       |
| 2  | 17 sierpnia 2019  | Still in the beginning                                           | 1. Still in the beginning         |       |
| 3  | 1 lutego 2020     | Not your fault                                                   | 1. Not your fault                 |       |
| 4  | 11 czerwca 2021   | DIAMOND                                                          | 1. DIAMOND                        |       |
| 5  | 13 sierpnia 2021  | Over again                                                       | 1. Over again                     |       |
| 6  | 31 sierpnia 2022  | Endless Summer                                                   | 1. Endless Summer                 |       |
| 7  | 25 listopada 2022 | Vapor City                                                       | 1. Vapor City                     |       |
| 8  | 16 grudnia 2022   | まほうのカギを手に入れたら (Mahou no Kagi wo Te ni Iretara)      | 1. まほうのカギを手に入れたら     |       |
| 9  | 22 kwietnia 2023  | エンドロールを迎えてしまう前に (Endroll wo Mukaeteshimau Mae ni) | 1. エンドロールを迎えてしまう前に |       |
| 10 | 31 maja 2023      | あいまいシルエット (Aimai Silhouette)                            | 1. あいまいシルエット             |       |
| 11 | 20 lipca 2023     | Promise                                                          | 1. Promise                        |       |

### Singel
| # | Data wydania      | Tytuł                       | Utwory                                                                              | Uwagi |
| 1 | 16 listopada 2021 | 消せない・・・ (Kesenai...) | 1. 消せない 2. Laugh&Live! 3. 消せない -Instrumental- 4. Laugh&Live! -Instrumental- |       |